# Nyctimystes granti
Nyctimystes granti là một loài ếch thuộc họ Pelodryadidae.
Loài này có ở Tây Papua ở Indonesia và có thể cả Papua New Guinea.
Môi trường sống tự nhiên của chúng là rừng ẩm vùng đất thấp nhiệt đới hoặc cận nhiệt đới và sông ngòi.